# 呂大器 (宋朝)
呂大器（？—1172年），字治先，呂弸中（呂本中之弟）之子，呂祖謙、呂祖儉之父，兄弟共四人，即呂大倫、呂大猷、呂大同。嘗從學於胡安國，曾在豹隱堂講學，與朱熹父子有往來，歷任右朝散郎，官至尚書倉部郎。乾道八年卒，葬於武義縣明招山。女呂氏嫁朱熹之子朱在。